# Фунтиков Василь Володимирович
Василь Володимирович Фунтиков (рос. Васи́лий Влади́мирович Фу́нтиков; 5 липня 1962, Москва — 27 травня 2025, там само) — радянський і російський актор театру і кіно.

## Біографія
З дитинства займався музикою — грав на скрипці та акордеоні. В 1974 пробувався на головну роль у фільмі «Автомобіль, скрипка і собака Клякса», проте знявся лише в одному з епізодів.
Популярність здобув виконанням ролі Кроша (Сергія Крашенинникова) в фільмах за творами Анатолія Рибакова: «Канікули Кроша» (за мотивами однойменної повісті, переробленої Рибаковим в кіносценарій), «Невідомий солдат» (також на основі однойменної повісті та сценарію Рибакова) та «Неділя, пів на сьому» (за оригінальним сценарієм Анатолія Рибакова).
В 1984 закінчив ВТУ ім. Б. В. Щукіна (майстерня Альберта Бурова).
Під час служби в Радянській армії в 1984—1986 був актором Театру Радянської Армії.
З 1989 працював в Московському драматичному театрі ім. О. С. Пушкіна. Брав участь у записі аудіодисків за виставами театру.
З 2000 — член Союзу кінематографістів Росії.

## Фільмографія
1. 1975: «Мисливець за браконьєрами» —  Вася
2. 1979: «Камертон» —  Сашка Ганушкин
3. 1980: «Канікули Кроша» —  Сергій Крашенинников (Крош)
4. 1981: «В останню чергу» —  Алік (Алька, Олександр), друг дитинства Смирнова
5. 1983: «Аукціон» —  Єрмаков в юності
6. 1984: «Невідомий солдат» —  Сергій Крашенинников (Крош)
7. 1986: «Парасолька для молодят» —  інспектор ДАІ
8. 1986: «Я зробив все, що міг» —  Гена Жилін
9. 1987: «Борис Годунов» —  городянин
10. 1987 — «Стаття» (фільм-спектакль) —  будівельник
11. 1988: «Неділя, пів на сьому» —  Сергій Крашенинников
12. 1988: «Презумпція невинності» —  Миша Совчі, псевдоміліціонер
13. 1989: «Під куполом цирку» —  Кузик, старший лейтенант міліції
14. 1989: «Слідство ведуть ЗнаТоКі. Справа № 22. Мафія» —  Мордвинов-молодший
15. 1990: «Результат» —  слідчий
16. 1990: «Сестрички Ліберті» —  Куций
17. 1992: «Овен»
18. 1994: «Будулай, якого не чекають» —  слідчий
19. 2000: «Я вам більше не вірю» —  бомж
20. 2003: «Краще місто Землі» —  епізод
21. 2005: «Мур є МУР-2» —  Іван Фролович Бармин
22. 2005: «Бальзаківський вік, або Всі чоловіки сво… 2» —  Микола, кандидат у фіктивні чоловіки
23. 2006: «Печорін. Герой нашого часу» —  Єрмолов, божевільний
24. 2007: «Адвокат 3» —  актор-невдаха Олег Сизов
25. 2008: «Глухар» —  полковник Сергій Іванович
26. 2009: «Циганки» —  епізод
27. 2012: «Інспектор Купер» —  В'ячеслав Андрійович